# 유즈키 유카리
유즈키 유카리(일본어: 結月ゆかり, 영어: Yuzuki Yukari)는 VOCALOMAKETS의 기획에 의해 AH-Software(주식회사 AHS)가 2011년 12월 22일에 발매한 보컬로이드 음원이자 캐릭터이다. 보컬로이드와 보이스로이드의 2가지 형태로 발매되었다.

## 개요
야마하의 VOCALOID3 엔진이 채용되었다. 기존 보컬로이드에서 재현이 어려웠던 재즈와 로텐보의 곡으로도 충분히 대응하는 정감 풍부한 여운이 특징. 유즈키 유카리는 보이스로이드로도 발매되었으며 보컬로이드와 같은 성우인 이시구로 치히로가 음성을 담당하였다.
2015년 3월 18일에는 야마하의 신규 엔진인 VOCALOID4를 채용한 버전의 음원이 발매되었다. 발매된 음원에는 VOCALOID3 유즈키 유카리의 음성을 VOCALOID4로 만들어 더욱 사용도가 높아진 유즈키 유카리 쥰(結月ゆかり 純), 부드럽게 속삭이는 목소리의 유즈키 유카리 온(結月ゆかり 穏), 깔끔하고 강한 발음을 하는 유즈키 유카리 린(結月ゆかり 凛)이 있다.

### 프로필
제품의 이미지 캐릭터인 '유즈키 유카리'의 프로필은 다음과 같이 설정되어 있다.
- 이름: 유즈키 유카리(일본어: 結月ゆかり)
- 생일: 12월 22일
- 나이: 18세
- 키: 159 cm
- 체중: 비공개
- 자신 있는 템포: 60 ~ 120 BPM
- 자신 있는 음역: D2 ~ F4

### VOICEROID+ 유즈키 유카리
VOICEROID+ 유즈키 유카리(VOICEROID+ 結月ゆかり)는 AH-Software가 개발한 음성 합성 소프트웨어 보이스로이드를 채용한 음성 소프트웨어이다. 텍스트를 입력하면 텍스트를 그대로 읽게 만드는 소프트웨어이다.
유즈키 유카리 라고 하면, 가슴의 크기로 이야기가 많다.
C컵을 공식 설정으로 알고있는 사람이 많으나, 실제로는 "A ~ B 사이의 79"(80이하는 고집) 이라고 카고메 P 의 이야기가 있다.
또한, C컵의 이야기가 나온 이유는 실제 유즈키 유카리의 성우가 가슴 크기가 너무 작으니, 키워달라는 이야기가 있어서 C컵의 디자인도 그려서 직원들과 확인을 하였으나, 최종적으로 A ~ B 사이의 79가 결정되었다고 한다.

## 같이 보기
- 보컬로이드의 제품 목록